# Вільшани (гміна)
Ґміна Вільшани (пол. Gmina Olszany) — колишня (1934—1939 рр.) сільська ґміна Перемишльського повіту Львівського воєводства Польської республіки (1918—1939) рр. Центром ґміни було село Вільшани. У ґміні був 971 будинок (за результатами перепису 1931 р.). 
1 серпня 1934 р. було створено об'єднану сільську ґміну Ольшани в Перемишльському повіті Львівського воєводства внаслідок об'єднання дотогочасних (збережених від Австро-Угорщини) громад сіл (ґмін): Брилинці, Вільшани, Красичі, Кречкова, Мільнів, Рікшиці, Тисова, Холовичі.
12 вересня 1939 року німці окупували територію ґміни, однак вже 26 вересня 1939 року мусіли відступити, оскільки за пактом Ріббентропа-Молотова вона належала до радянської зони впливу (за винятком лівобережної частини села Красичі). За кілька місяців територія ввійшла до Перемишльського району Дрогобицької області. В червні 1941, з початком Радянсько-німецької війни, територія знову була окупована німцями. В липні 1944 року радянські війська заволоділи цією територією.
У березні 1945 року колишня територія гміни віддана Польщі, а українське населення в 1945-1947 роках виселено в СРСР та на понімецькі землі.